# Mockingbird: S.H.I.E.L.D. 50th Anniversary
Mockingbird: S.H.I.E.L.D. 50th Anniversary — комикс-ваншот, который в 2015 году издала компания Marvel Comics. Приурочен к пятидесятилетию создания вымышленной организации «Щ.И.Т.». Сюжет рассказывает о приключении Пересмешницы.

## Отзывы
На сайте Comic Book Roundup комикс имеет оценку 8,6 из 10 на основе 7 рецензий. Леви Хант из IGN дал ему 9,3 балла из 10 и назвал «выдающимся». Дуг Завиша из Comic Book Resources описал историю в комиксе «весёлой» и «динамичной». Дэвид Пепос из Newsarama поставил ваншоту оценку 9 из 10 и похвалил художников.